# Marathon Rotterdam 2010

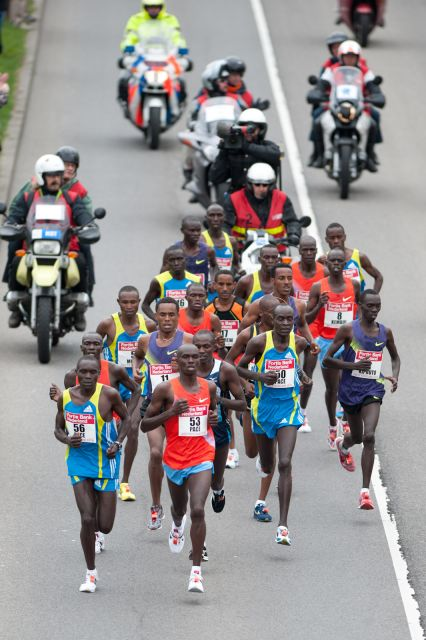
Kopgroep tijdens de marathon van Rotterdam

De Fortis Marathon Rotterdam 2010 werd gelopen op zondag 11 april 2010. Het was de 30ste editie van deze marathon.
Bij de mannen werd de wedstrijd uiteindelijk gewonnen door Keniaan Patrick Makau. Met zijn tijd van 2:04.48 kwam hij dicht bij het parcoursrecord van 2:04.27, dat een jaar eerder door zijn landgenoot Duncan Kibet werd gevestigd. Een jaar eerder had hij zijn marathondebuut in Rotterdam gemaakt met een tijd van 2:06.14, waarmee hij vierde was geworden. Eerder dit jaar won hij de CPC Loop in Den Haag (halve marathon). De Keniaan Geoffrey Mutai finishte als tweede in 2:04.55. De derde plaats was ook voor een Keniaan, Vincent Kipruto in 2:05.13. Het was de twaalfde Keniaanse zege op rij in Rotterdam.
Bij de vrouwen ging de winst naar de Ethiopische Aberu Kebede. Zij voltooide het parcours in de Maasstad in 2:25.29. Ze was bijna een minuut sneller dan de nummer twee, de Amerikaanse Magdalena Lewy Boulet (2:26.22). De derde ging naar de Chinese atlete Zhu Xiaolin in 2:29.42.
De wedstrijd was tevens het toneel voor het NK op de marathon. Koen Raymaekers prolongeerde zij nationale titel in een persoonlijke recordtijd van 2:11.09 en Merel de Knegt won bij de vrouwen in 2:38.41.
Er finishten 7328 marathonlopers, 6443 lopers op de 10 km en 1638 lopers op de 5 km.

## Uitslagen

### Mannen
| rang   | naam                    | land | tijd    | opmerkingen |
| ------ | ----------------------- | ---- | ------- | ----------- |
| Goud   | Patrick Makau           | KEN  | 2:04.48 |             |
| Zilver | Geoffrey Mutai          | KEN  | 2:04.55 |             |
| Brons  | Vincent Kipruto         | KEN  | 2:05.13 |             |
| 4      | Feyisa Lilesa           | ETH  | 2:05.23 |             |
| 5      | Bernard Kipyego         | KEN  | 2:07.01 |             |
| 6      | Francis Kiprop          | KEN  | 2:08.53 |             |
| 7      | Daniel Rono             | KEN  | 2:09.49 |             |
| 8      | Elias Kemboi Chelimo    | KEN  | 2:10.29 |             |
| 9      | Koen Raymaekers         | NED  | 2:11.09 | 1e NK       |
| 10     | Yared Dagnaw            | ERI  | 2:11.28 |             |
| 11     | Jonathan Maiyo          | KEN  | 2:12.45 |             |
| 12     | Michael Shelley         | AUS  | 2:13.05 |             |
| 13     | James Carney            | USA  | 2:15.50 |             |
| 14     | Evans Kiplagat Barkowet | KEN  | 2:16.25 |             |
| 15     | Ronald Schröer          | NED  | 2:16.27 | 2e NK       |
| 16     | Rens Dekkers            | NED  | 2:17.10 | 3e NK       |
| 17     | Jeppe Farsoeht          | DEN  | 2:18.47 |             |
| 18     | Jason Warick            | CAN  | 2:21.09 |             |
| 19     | Rachid Benjira          | SWE  | 2:21.20 |             |
| 20     | James Kwambai           | KEN  | 2:24.07 |             |

### Vrouwen
| rang   | naam                  | land | tijd    | opmerkingen |
| ------ | --------------------- | ---- | ------- | ----------- |
| Goud   | Aberu Kebede          | ETH  | 2:25.29 |             |
| Zilver | Magdalena Lewy Boulet | USA  | 2:26.22 |             |
| Brons  | Zhu Xiaolin           | CHN  | 2:29.42 |             |
| 4      | Yevgenia Danilova     | RUS  | 2:31.44 |             |
| 5      | Beatriz Ros           | ESP  | 2:32.28 |             |
| 6      | Alina Istudora        | ROU  | 2:33.36 |             |
| 7      | Zoila Gomez           | USA  | 2:33.54 |             |
| 8      | Meseret Mengistu      | ETH  | 2:34.07 |             |
| 9      | Olga Glok             | RUS  | 2:38.10 |             |
| 10     | Merel de Knegt        | NED  | 2:38.41 | 1e NK       |
| 11     | Xenia Luxem           | BEL  | 2:39.01 |             |
| 12     | Anna Von Schenk       | SWE  | 2:39.20 |             |
| 13     | Inge de Jong          | NED  | 2:40.55 | 2e NK       |
| 14     | Miriam van Reijen     | NED  | 2:41.24 | 3e NK       |
| 15     | Colette Fagan         | GBR  | 2:44.32 |             |

1981 ·
1982 ·
1983 ·
1984 ·
1985 ·
1986 ·
1987 ·
1988 ·
1989 ·
1990 ·
1991 ·
1992 ·
1993 ·
1994 ·
1995 ·
1996 ·
1997 ·
1998 ·
1999 ·
2000 ·
2001 ·
2002 ·
2003 ·
2004 ·
2005 ·
2006 ·
2007 ·
2008 ·
2009 ·
2010 ·
2011 ·
2012 ·
2013 ·
2014 ·
2015 ·
2016 ·
2017 ·
2018 ·
2019 ·
2020 ·
2021 ·
2022 ·
2023 ·
2024